# Job von Telmessos

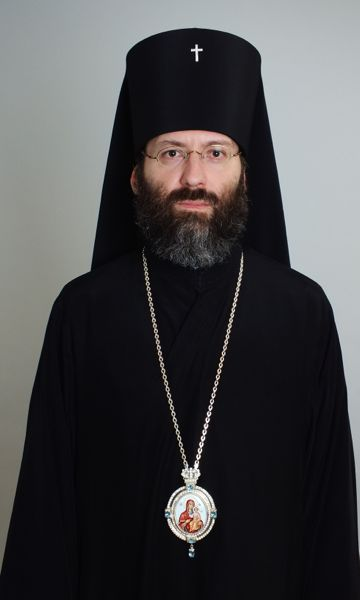
Job von Telmessos

Job von Telmessos (bürgerlich Ihor Wladimir Getcha, russisch: Игорь Владимирович Геча; * 31. Januar 1974 in Montreal, Kanada) ist ein orthodoxer Bischof. Er war von 2013 bis 2015 Erzbischof des Exarchats der orthodoxen Gemeinden russischer Tradition in Westeuropa des Ökumenischen Patriarchats von Konstantinopel.

## Leben
Ihor Getcha begann 1996 sein Studium der orthodoxen Theologie am ukrainischen St. Andrew's College der University of Manitoba und schloss dieses 1998 mit dem Master am Institut de Théologie Orthodoxe Saint-Serge in Paris ab. Nachdem er am 28. September 1996 sein Ordensgelübde abgelegte, den Ordensnamen Job angenommen hatte und in der ukrainischen Kathedrale der Heiligen Sophia in Montreal durch Basil von Winnipeg zum Diakon ordiniert wurde, erhielt er am 27. Mai 1998 die Tonsur und nach seiner Einkleidung wurde er auch zum Priestermönch geweiht sowie 1999 in den Rang eines Archidiakons erhoben. Nachdem er vom Klerus der Ukrainischen Orthodoxen Kirche in Kanada (Ökumenisches Patriarchat) in den Klerus des Exarchates der orthodoxen Gemeinden russischer Tradition in Westeuropa übergegangen war, empfing er am 20. Juni 2003 durch Gabriel von Komana die Priesterweihe. Ebenfalls 2003 promovierte er am Institut Catholique de Paris und am Institut de Théologie Orthodoxe Saint-Serge mit der Doktorarbeit Die liturgische Reform des Metropoliten Kyprian von Kiew. Eine Einführung in das Stundengebet anhand des Typikons des Hl. Sabbas. Er wurde 2001 am Institut Saint-Serge Professor für Kirchengeschichte und Liturgiewissenschaft sowie zwischen 2005 und 2007 Dekan. 2009 wurde er Professor für dogmatische und liturgische Theologie am Institut d'études Supérieures en Théologie Orthodoxe in Chambesy. Bis 2003 diente er in der Pfarrei des Heiligen Sergius in Paris als Rektor und anschließend bis 2004 als Seelsorger für die Gemeinden in Spanien. Er wurde am 9. Januar 2004 zum Igumen und am 18. Juli 2004 zum Archimandriten bestellt.
Am 1. November 2013 wurde er vom Heiligen Synod zum Exarchen gewählt mit dem Titel eines Erzbischofs von Telmessos. Seine Weihe zum Bischof fand am 30. November 2013 durch Bartholomäus I. in der Georgskathedrale in Istanbul statt. In der Alexander-Newski-Kathedrale in Paris fand am 5. Dezember 2013 seine Inthronisation statt.
Am 28. November 2015 wurde Erzbischof Job nach Problemen um seine Art, die Exarchie zu führen, durch die Heilige Synode des Ökumenischen Patriarchats von seinen Aufgaben als Exarch entbunden und zum Vertreter des Ökumenischen Patriarchats beim Weltkirchenrat ernannt. Im Frühjahr 2016 wurde Johannes Renneteau sein Nachfolger als Exarch des Ökumenischen Patriarchats. An seiner Stelle leitet heute Metropolit Meletios von Frankreich die bei Konstantinopel verbliebenen Gemeinden russischer Tradition in Westeuropa.

## Publikationen
- Le typikon decrypté. Manuel de liturgie byzantine. Editions du Cerf, Paris 2009, ISBN 978-2-204-08901-2.
  - englisch: The Typikon Decoded. An Explanation of Byzantine Liturgical Practice. St. Vladimir’s Seminary Press, Yonkers, NY 2012, ISBN 978-0-88141-412-7.
- La reforme liturgique du metropolite Cyprien de Kiev. L’introduction du typikon sabaite dans l’office divin. Editions du Cerf, Paris 2010, ISBN 978-2-204-09129-9.
- Liturgy as a Way of Evangelisation. 2011 (online).
- The Hesychast Spirituality of the Russian Monastic Tradition. 2012 (online).